# Angela Melillo
Angela Melillo (sinh ngày 20 tháng 6 năm 1967) là một nữ diễn viên, người mẫu, ca sĩ và MC truyền hình người Ý.

## Tiểu sử
Cô bắt đầu sự nghiệp của mình trong giới giải trí với công việc vũ công, nhưng cô cảm thấy bản thân có nhiều kỹ năng hơn và mong muốn thử sức trong nhiều lĩnh vực khác. Trong mùa giải 1991/1992, cô là một nữ diễn viên trưng sắc tại Il TG delle vacanze, nơi cô nhảy với Gabriella Labate, và ở nhiều chương trình khác nhau ở Bagaglino, đầu tiên là một vũ công trong Creme caramel e Rose rosse, và sau đó là một prima donna trong Tutte pazze per Silvio, Al Bagaglino, Marameo và Mi consenta.
Năm 1992, cô tham gia Teo Teocoli và Gene Gnocchi trong việc thực hiện phiên bản đầu tiên của Scherzi a parte, trên Italia 1. Từ năm 1999 đến năm 2001, cô gia nhập Paolo Limiti trong việc thuẹc hiện Alle due trên Rai Uno.
Ngoài sự nghiệp truyền hình của mình, từ năm 2000 đến 2005, cô đã tham gia một số bộ phim truyền hình Mediaset và Rai: La casa delle beffe, Love Bugs, La palestra và Il maresciallo Rocca.
Năm 2004, cô là một trong những thí sinh tham gia cuộc thi của chương trình thực tế Rai 2 The Mole, mà cô đã chiến thắng, chứng minh khả năng của mình để vượt qua các bài kiểm tra tâm lý khó khăn. Trong giai đoạn 2004–2005, cô đã tham gia dàn diễn viên Domenica in.